# Sotogahama (Aomori)
Sotogahama (外ヶ浜町 Sotogahama-machi?) es un pueblo localizado en la prefectura de Aomori, Japón. En octubre de 2018 tenía una población de 5.662 habitantes y una densidad de población de 24,6 personas por km². Su área total es de 230,30 km².

## Geografía

### Municipios circundantes
- Prefectura de Aomori
  - Goshogawara
  - Imabetsu
  - Nakadomari
  - Yomogita

## Demografía
Según datos del censo japonés, la población de Sotogahama ha disminuido en los últimos años.
| Año del censo | Población |
| ------------- | --------- |
| 1995          | 9.813     |
| 2000          | 9.170     |
| 2005          | 8.215     |
| 2010          | 7.089     |
| 2015          | 6.198     |